# James Wilson (brittisk liberal politiker)
James Wilson, född 3 juni 1805, död 11 augusti 1860, var en skotsk hattmakare, whigs/liberal politiker i det brittiska underhuset och ekonom, samt grundare av The Economist och den moderna Standard Chartered Bank.

## Tidiga år
Den 3 juni 1805 föddes James Wilson, son till en kväkarfamilj i Hawick i skotska Borders. Han var självlärd och det förväntades av honom att bli lärare; en tanke han ogillade till den grad att han hellre skulle vara den mest simpla arbetaren i [sin] faders kvarn (Engelska, original: would rather to be the most menial servant in [his] father's mill). Efter att ha funderat över att kvalificera sig för Faculty of Advocates bestämde han sig för, mot sin familjs religion, att läsa nationalekonomi. Vid 16 års ålder blev han lärling vid en hattfabrik, vilken Wilsons far senare köpte åt honom och hans äldre bror William. När Wilson var 19 år gammal lämnade bröderna Skottland och flyttade till London.

## Företagandet i London
I London startade bröderna en tillverkningsindustri som de sedan lade ner 1831. Wilson fortsatte sitt företagande inom samma bransch och 1837 hade han en nettoförmögenhet på £25 000 (2005 års värde motsvarade var £1 630 000), vilken han till största del förlorade under den ekonomiska krisen 1837 till följd av att priset på indigo föll. År 1838 hade han sålt i stort sett all sin egendom för att undvika konkurs. Lite mer än ett decennium senare grundade han The Chartered Bank, vilken på slutet av 1960-talet fusionerades Standard Bank till Standard Chartered Bank.

## Journalistisk karriär
Wilson grundade The Economist 1843, för att kampanja för frihandel. Han var tidningens chefredaktör i 16 år. The Economist publiceras än idag och ges ut varje vecka i 1,6 miljoner exemplar globalt.

## Politisk karriär
Wilson inledde sin politiska karriär 1847 som liberal parlamentsledamot av det brittiska underhuset. Han representerade Westbury, Wiltshire.